# Maysville (Georgia)
Maysville – miasto w Stanach Zjednoczonych, w stanie Georgia, w hrabstwie Jackson.